# Karczew
Karczew – miasto w Polsce położone w województwie mazowieckim, w powiecie otwockim, na prawym brzegu Wisły, siedziba gminy miejsko-wiejskiej Karczew. Miasto należy do aglomeracji warszawskiej.
Według danych z 31 grudnia 2010 r. miasto miało 10 271 mieszkańców.
Karczew leży na historycznym Mazowszu, w dawnej ziemi czerskiej.
W mieście znajdują się zakłady przemysłu spożywczego (mięsno-drobiarskiego, mleczarskiego) i chemicznego. W latach dziewięćdziesiątych XX wieku znajdowała się w mieście montownia samochodów marki Mercedes.
Według danych z 1 stycznia 2011 r. powierzchnia miasta wynosiła 28,12 km².

## Historia

### Czasy najdawniejsze

#### Paleolit
Najstarsze ślady człowieka w okolicach Karczewa pochodzą sprzed około 11 tysięcy lat, kiedy pojawili się tam paleolityczni łowcy reniferów. Przywędrowali oni w poszukiwaniu reniferów, które przybyły z północy po ochłodzeniu się klimatu i rozprzestrzenieniu się tundry, której składnik – porost chrobotek reniferowy – stanowi podstawę ich diety. Łowcy reniferów osiedlali się głównie w okolicach rzek, budując na ziemiach polskich setki obozowisk. Po raz pierwszy na pozostałości ich działania natrafiono w okolicach ujścia Świdra do Wisły, dlatego też plemiona te nazywane są ludnością kultury świderskiej. Inną, mniej powszechną nazwą jest ludność cyklu mazowszańskiego. Najwięcej pozostałości po łowcach reniferów w okolicach Karczewa odnaleziono w Świdrach Małych, Górkach w Józefowie oraz w Świdrach Wielkich, rzadsze znaleziska pochodzą z ziem pomiędzy Karczewem a wsią Całowanie.

#### Mezolit
Około 8000 lat temu na ziemiach polskich zakończył się paleolit i rozpoczęła się średnia epoka kamienia – mezolit. Klimat zaczął się ocieplać, lodowiec wycofał się na północ, gdzie podążyły także stada reniferów. Mimo że prawdopodobnie część ludności podążyła za nimi większość pozostała i w dalszym ciągu prowadziła koczowniczy tryb życia, utrzymując się z polowań, choć większą rolę odgrywało już zbieractwo. Ludność mezolitczna zamieszkiwała trwałe osady, które budowano co kilka miesięcy lub lat. Ich pozostałości odkryto m.in. we wsi Całowanie, gdzie w dwóch szałasach mieszkały dwie rodziny. Były to okrągłe budowle, znajdujące się w małym wgłębieniu, otoczone kamieniami. We wnętrzu rozpalano ogniska. Najczęściej takie osady zakładano nad brzegami rzek, gdzie można było łowić ryby. Ślady tych nadrzecznych siedzib odkryto m.in. w Brzezince, Ostrówcu, Rosłonkach, Wygodzie, Sobiekursku i Piotrowicach.

#### Neolit
Około 6500 lat temu na ziemiach polskich pojawiły się pierwsze kultury neolityczne. Dawnych myśliwych mezolitycznych wyparli i zastąpili półosiadli rolnicy, trudniący się czasem hodowlą zwierząt i lepieniem naczyń z gliny. Nadal jednak te pradawne ludy używał wyłącznie narzędzi z kamienia. Jako pierwsza tereny dzisiejszej Polski ogarnęła kultura ceramiki wstęgowej rytej, wywodząca się z południa, z terenów położonych nad Dunajem. Jej przedstawiciele zagościli także w okolicach Karczewa, choć znaleziono tam zaledwie jedno stanowisko powiązane z nią. Ludność ta znała uprawę pszenicy, jęczmienia, żyta, grochu, soczewicy czy lnu.
Kolejną falą ludności neolitycznej, która ogarnęła około 5700 lat temu ziemie polskie, a więc i okolice Karczewa była kultura pucharów lejkowatych. W tamtych czasach na dużą skalę prowadzono wydobycie i przetwarzano krzemień. Społeczność tejże kultury budowała olbrzymie kamienno-ziemne grobowce, zwane megalitami kujawskimi lub polskimi piramidami. W okolicach Karczewa jej przedstawiciele zamieszkiwali przede wszystkim tereny dzisiejszych Świdrów Wielkich i Małych, Otwocka Małego, Janowa, Ostrówca, Całowania i Brzezince.
Około 3100 roku p.n.e. na ziemie polskie z północnej Europy przybyły koczownicze plemiona z kręgu kultury ceramiki dołkowo-grzebykowej, trudniące się myślistwem. Ich przedstawiciele dość licznie, acz niezbyt długo zamieszkiwali okolice Karczewa, m.in. wieś Brzezinkę, gdzie zlokalizowano ich osadę.
W późnym neolicie ziemie polskie zajęła kultura ceramiki sznurowej. Jej przedstawiciele prowadzili pastersko-nomadzki tryb życia, potrafili jeździć konno, walczyli najczęściej kamiennymi toporami. Charakterystycznymi przedmiotami znajdowanymi bardzo często na stanowiskach związanych z tą kulturą były amfory turyńskie. Przedstawiciele kultury ceramiki sznurowej pojawili się m.in. w Świdrach Wielkich, Woli Karczewskiej oraz w północnym Karczewie.

#### Epoka brązu
Około 1800 roku p.n.e. na ziemiach polskich rozpowszechnił się nowy surowiec, z którego coraz częściej wyrabiano broń i narzędzia – brąz, co rozpoczęła nową epokę – epokę brązu. Osadnictwo wczesnej epoki brązu bardzo szybko zajmowało nowe tereny, w tym okolice Karczewa, na których jednak wciąż trwała tradycja kultury ceramiki sznurowej. Z biegiem czasu z kultur, które były jej spadkobiercami rozwinęła się kultura trzciniecka, która ogarnęła ziemie nad wschodnią i środkową Wisłą aż po Dniepr. Ludy epoki wczesnego brązu, w tym także kultury trzcinieckiej trudniły się przede wszystkim uprawą roli i hodowlą zwierząt. W czasach brązu w okolicach Karczewa najludniejsze były tereny od Świdrów Małych aż po Całowanie, szczególnie te należące obecnie do Otwocka Wielkiego i Małego, Wygody, Brzezinki, Ostrówca.
Na przełomie epoki brązu i żelaza ziemie od Hiszpanii aż po Karpaty i Bug ogarnęła kultura łużycka, której przedstawicieli dawniej utożsamiano z Prasłowianami, a którzy charakteryzowali się budowaniem dużych, otwartych osad. Mimo że pojawili się oni w okolicach Karczewa i byli tam dość liczni związane z nimi stanowiska zostały zbadane tylko powierzchownie. Materiały związane z kulturą łużycką odkryte w Karczewie przez Ludwika Sawickiego w 1948 roku znajdują się w Państwowym Muzeum Archeologicznym w Warszawie.

#### Epoka żelaza

##### Okres halsztacki i lateński
Epoka żelaza rozpoczęła się umownie około 700 roku p.n.e., kiedy na zajmowane przez plemiona kultury łużyckiej ziemie spadł najazd koczowniczych Kimmerów, którzy rozpowszechnili w Europie żelazo. Kimmerowie wraz ze swoją kulturą zmieszali się z ludami łużyckimi, które odtąd budowały ufortyfikowane grody, takie jak Biskupin. Epokę żelaza dzieli się na kilka okresów, z czego najwcześniejszy jest okres halsztacki, biorący swą nazwę od stanowiska Halstatt w Austrii. Przez większość tegoż okresu Mazowsze, a więc i okolice Karczewa zajmowała kultura łużycka, której badaniami zajmował się w XX wieku Jerzy Głosik.
Po upadku kultury łużyckiej pod koniec okresu halsztackiego tereny Karczewa ogarnęła kultura grobów kloszowych, która uformowała się w dolinie środkowej Wisły. Nazwa pochodzi od charakterystycznej formy grobów popielnicowych, które były przykrywane kloszem, czyli dużym naczyniem zasobowym. Na czas występowania tejże kultury przypada drugi okres epoki żelaza – tzw. okres lateński, na który przypada powstanie w Europie cywilizacji Celtów i ich ekspansja, również na ziemie polskie. Badania tegoż okresu są trudne, pozostałości osad bowiem najczęściej są nieuchwytne, zalegające płytko pod ziemią cmentarzyska natomiast bardzo łatwo ulegają zniszczeniu. Niektóre z kilku odkrytych cmentarzysk znaleziono m.in. na północy Karczewa, we wsi Brzezinka, czy w Całowaniu, jednak niewątpliwie najwięcej owych nekropolii znajduje się pod Otwockiem Wielkim.

##### Okres rzymski
W III i II wieku p.n.e. plemiona kultury grobów kloszowych były stopniowo wypierane przez napierającą ludność tzw. kultury przeworskiej, która utożsamiana jest z należącymi do ludów germańskich Wandalami. Mimo że zasiedlili oni ziemie polskie pozostawali pod silnymi wpływami Celtów. W tamtych czasach na Mazowszu i w Górach Świętokrzyskich powstawały wielkie ośrodki hutnicze, wzrósł także handel z powstającą republiką rzymską. Rzymianie importowali znad Bałtyku przede wszystkim bursztyn. Na Mazowszu w związku z rozwojem handlu, o czym świadczą liczne znaleziska, w tym odnaleziony w okolicach Świdrów Wielkich rzymski srebrny denar cesarza Trajana, wzrósł poziom życia społeczeństwa, zaczęto sprowadzać lub wytwarzać narzędzia, broń i ozdoby z żelaza. W okolicach Karczewa odnaleziono liczne osady, jednak żadna z nich nie została dokładnie zbadana. Powierzchowne badania przeprowadzili w 1988 roku Stanisław Zapaśnik i Stefan Woyda. Odkryto również duży piec wapienniczy, używany w procesie wytopu żelaza z rud darniowych, jako reduktor fosforu, osłabiającego żelazo. Ów piec datowany jest na początek naszej ery. Znalezisko to świadczyć może o istnieniu nad Wisłą ośrodka hutniczego, co potwierdzają inne znaleziska, np. przepalona glina ze wsi Janów, bryłki żużla ze wsi Sobiekursk.
Ludność kultury przeworskiej wyparły z ziem mazowieckich pod koniec II wieku n.e. wędrujące grupy germańskich Gotów. Po rychłym odejściu Gotów ziemie polskie pozostały wyludnione aż do VI – VII wieku, kiedy ze wschodu przybyli nań Słowianie.

##### Okres wczesnośredniowieczny
Po odejściu Gotów, a wcześniej ludności kultury przeworskiej ziemie polskie, jak już wyżej napisano, pozostawały wyludnione. Dopiero w VI i VII wieku na ziemie polskie przybyły ze wschodu liczne plemiona Słowian. Z tamtych czasów pochodzi kilka grobów całopalnych, o których wspomniał w 1966 roku „Rocznik Warszawski”, odkrytych prawdopodobnie w okolicach Śródborowa oraz pozostałości osady z okolic Całowania. Wielce możliwe jest, iż znaleziska te są pochodzenia słowiańskiego. Mimo że przez kolejne wieki okolice Karczewa były zamieszkane przez słowiańskie plemię Mazowszan nie odnaleziono tam żadnych pozostałości po nich. Nie jest to dziwne, ponieważ średnia gęstość zaludnienia wynosiła 4–5 osób/km². Pustka ta kończy się w XII – XIII wieku, kiedy Mazowsze, od X wieku będące częścią państwa Piastów, uczestniczy w rozbiciu dzielnicowym i staje się stopniowo osobnym księstwem.

### Czasy nowożytne

#### Karczew własnością Wita z Dudy
Dynamiczny rozwój Karczewa, który trwa przynajmniej od XV wieku zapewniło dogodne położenie nad Wisłą, gdzie krzyżowało się kilka szlaków handlowych, m.in. droga z południa, wiodąca przez Osieck, Całowanie i dalej na północ, nad Bałtyk oraz szlak z Rusi Kijowskiej przez Czersk na zachód. Równie starą jak Karczew miejscowością była nieistniejąca już obecnie Duda, której właścicielami był ród Duckich herbu Jasieńczyk, którego pierwszymi znanymi przedstawicielami byli bracia Wit, Jan i Zbrosław – prokurator warszawski. Pełniona przez niego funkcja świadczyć może jedynie o wysokiej pozycji rodu wśród szlachty mazowieckiej. Z historią Karczewa spośród trzech braci związany jest jedynie Wit, który najpóźniej w 1421 roku objął urząd stolnika czerskiego, a wkrótce potem stał się właścicielem omawianej tu wsi. Prócz niej i Dudy do włości Wita należało Otwocko (Otwock Wielki), Miedzechów oraz kilka innych wiosek. Wit w ciągu swego życia miał trzy żony: Wichnę z którą dochował się synów Piotra i Pawła, Katarzynę, która dała mu czworo dzieci: Jana, Zdziechnę, Agnieszkę i Wita oraz Beatę, matkę Marcina, Wojciecha, Stefana, Pachny, Mścichny, Małgorzaty i siódmego, nieznanego z imienia dziecka. 24 lutego 1428 roku Wit, zapewne pod wpływem swojej trzeciej żony, dokonał podziału swoich dóbr pomiędzy swoich synów. I tak oto on sam zatrzymał dla siebie i potomstwa urodzonego z trzeciej żony Karczew, Miedzechów i trzecią część Otwocka Wielkiego, synowie z pozostałych żon natomiast (Piotr, Paweł, Jan i Wit) otrzymali Dudę oraz kilka wsi, jednak musieli oddać ojcu wszystkie dobra ruchome (złoto, srebro itp.). W ten sposób potomkowie Wita i Beaty, którzy otrzymali Karczew przyjęli nazwisko Karczewscy, podczas gdy pozostali potomkowie zachowali nazwisko Duccy i dali początek czterem gałęziom tego rodu.

#### Pod rządami Karczewskich
W połowie XVI wieku Karczew był własnością Franciszka i Jana Karczewskich, synów Marcina, wojskiego czerskiego, którego ojcem był Marcin, syn Wita z Dudy. Ich żonami były Małgorzata i Barbara Duckie. Szesnastowieczny Karczew był prężnie rozwijającą się osadą, skupioną wokół kościoła pod wezwaniem św.św. Wita i Bartłomieja, stojącego na rozległym pagórku (obecnie Stare Miasto). Znajdował się niedaleko traktu wiodącego do tzw. Przewozu Karczewskiego – przeprawy na Wiśle. Przy kościele znajdował się plac targowy, wokół którego stały liczne karczmy, a także warsztaty, m.in. szewskie, kołodziejskie, kowalskie. Na rynku prowadzono targi. Marzeniem braci Karczewskich było przekształcenie typowo rolniczo-rzemieślniczej osady w miasto. Dokonał tego, w sobotę, 21 kwietnia 1548 roku, król Polski Zygmunt I Stary. Wraz z uzyskaniem przez Karczew praw miejskich rozpoczął się okres jego bardzo szybkiego rozwoju: Wisłą spławiano przez miasto do Gdańska drewno, zboże, węgiel drzewny i popiół, w mieście zatrzymywali się także kupcy i wędrowcy podróżujący którąś z dwóch krzyżujących się kilka kilometrów na południe od niego szlaków, łączących Ruś z zachodem i Pomorze oraz Warszawę z Małopolską, a dalej z Czechami i Węgrami. Wkrótce przy kościele bracia Karczewscy wznieśli murowaną kaplicę, nazwaną od ich nazwiska – Karczewską, powstała także szkoła parafialna, w której rektorem był Andrzej z Sobikowa, a kantorem jego brat Walenty. W 1563 roku wzniesiono przytułek dla ubogich i szpital. Niestety rozwój miasta zatrzymał na jakiś czas pożar, który strawił część domostw oraz drewniany kościół. Aby umożliwić odbudowę Karczewa zwolnił na kilka lat mieszkańców od podatków. Wkrótce wzniesiono nowy kościół pod wezwaniem św. Wita. W tym czasie osiedliło się tam kilka rodzin, pochodzenia mołdawskiego.
W nieznanym czasie przed 1603 rokiem w Karczewie powstała kolejna już kaplica, ufundowana tym razem przez Melchiora Walbacha, syna Jakuba de Lauga, który w tamtym czasie po wcześniejszym nadaniu tytułu szlacheckiego i nabyciu wielu ziem w okolicach Karczewa i Czerska starał się o zdobycie dobrej reputacji wśród okolicznego społeczeństwa. W tym właśnie celu ufundował ową kapliczkę. W 1601 roku, po przedwczesnej śmierci swojego syna, Baltazara, ustanowił opiekunem swoich czworga wnucząt: Jana, Baltazara, Anny i Zofii Jana Karczewskiego, syna Jana, który wraz z bratem Franciszkiem władał w II połowie XVI wieku Karczewem. Pozostałymi opiekunami zostali ustanowieni Jan i Wojciech Glinieccy. Walbach zmarł wkrótce potem, w 1603 roku.
W końcu XVI wieku Karczew i okoliczne ziemie były podzielone pomiędzy rody Karczewskich (których głową był wtedy Franciszek, syn Jana, wnuk Wita) i Bielawskich (głową był Jan Bielawski). Stosunki między dwoma rodami nie układały się najlepiej, jednak wszelkie konflikty zakończyły się w 1605 roku, kiedy Andrzej (Adrian) Karczewski, syn Franciszka, syna Jana (który ongiś współrządził miastem wraz z bratem Franciszkiem) pojął za żonę Dorotę Bielawską. W 1623 r. właściciel dóbr karczewskich Marcin Bielawski przekazał swemu synowi Wawrzyńcowi Sobiekursko (Sobiekursk), a w 1632 roku Karczew. W 1667 roku, lub jak podają niektóre źródła w 1663, synowie Wawrzyńca, Jerzy i Konstanty sprzedali je Franciszkowi Janowi Bielińskiemu.

#### Karczew własnością Bielińskich
Bielińscy wywodzili się od ubogiej szlachty ciechanowskiej, ich nazwisko pochodzi od wsi Bielina, położonej w ziemi ciechanowskiej. Na Mazowszu zjawili się w XVII wieku, już jako zasłużony i bogaty ród. W 1663 lub 1667 roku Franciszek Jan Bieliński stał się właścicielem dóbr otwockich, w skład których wchodziło m.in. miasto Karczew. Jan Franciszek zmarł w 1685 roku, schedę po nim przejął zaś jego syn Kazimierz Ludwik, który poślubił Ludwikę z domu Morsztyn, córkę poety i sekretarza królewskiego Jana Andrzeja Morsztyna. Prawdopodobnie w prezencie dla niej Kazimierz sfinansował budowę pałacu w podkarczewskim uroczysku Rokola, na sztucznej wyspie, którą utworzyli tureccy jeńcy, według legendy wzięci do niewoli po bitwie pod Wiedniem. Wykonano to przekopując kanał przez cypel wrzynający się w jezioro. Pałac był trzykondygnacyjną, późnobarokową budowlą, obecnie uznawaną za zabytkową.
W latach 1700–1721 trwała III wojna północna, w której po jednej stronie stanęły Szwecja, Hetmańszczyzna i Imperium osmańskie, po drugiej zaś Dania, Saksonia, Rosja, Hanower i Rzeczpospolita. W tamtych czasach na ziemiach karczewskich i otwockich doszło do wielu wydarzeń, związanych z trwającą wojną. W 1703 roku w pobliżu Karczewa przeprawiły się przez Wisłę wojska saskie i skierowały na Warszawę. W tym samym roku, 26 lipca koło Karczewa 20-osobowy oddział szwedzki został zaatakowany przez tysiąc konnych Sasów. Mogłoby się wydawać, że Szwedzi nie mają szans, przybył im jednak na pomoc kapitan prowadzący oddział liczący 150 konnych. Z jego pomocą udało im się zabić 30 Sasów i rozproszyć resztę. Niektórzy z nich, uciekając przed Szwedami utonęli w Wiśle. Polegli zostali pochowani na piaszczystych wzgórzach – tzw. „Osinach”. Miejsce pochówku przez długi czas miejscowa ludność zwała „niemieckim cmentarzem”. W 1704 roku niedaleko Przewozu Karczewskiego, w okolicach dzisiejszej ulicy Wiślanej, przeprawiły się przez Wisłę wojska szwedzkie. W wyniku ich przemarszu i potyczek, stoczonych z Sasami, Karczew i jego okolice zostały znacząco wyniszczone. W tym czasie o władzę w Polsce walczyli popierany przez Sasów August II Mocny i popierany przez Szwedów Stanisław Leszczyński. Stało się tak, że przebywali oni wtedy zaledwie kilkanaście kilometrów od siebie: pierwszy w pałacu Bielińskich, których był przyjacielem, drugi zaś w Karczewie. Wraz z Augustem Sasem do pałacu w Otwocku Wielkim przybył także car Piotr I Wielki. Tam obaj władcy omawiali plany rozbioru Rzeczypospolitej. Początkowo plan nie powiódł się, jednak do rozbiorów doszło kilkadziesiąt lat później, również z udziałem Bielińskich.
W 1713 roku zmarł Kazimierz Ludwik Bieliński. Z małżeństwa z Ludwiką Morsztynówną doczekał się czterech córek i dwóch synów, spośród których starszy – Franciszek odziedziczył po nim ziemie otwockie oraz starostwo czerskie i garwolińskie. W przeciwieństwie do ojca Franciszek nie przebywał w pałacu na wyspie, w Otwocku Wielkim: zamieszkiwał w Warszawie, robił bowiem karierę polityczną. Udało mu się zdobyć tytuły cześnika koronnego, podskarbiego ziem pruskich, w 1732 roku marszałka nadwornego koronnego, w 1742 zaś marszałka wielkiego koronnego. Ponadto został starostą brodnickim, grójeckim i osieckim. Podczas gdy Franciszek wraz z poślubioną w 1730 roku Henryettą z Przebendowskich, wdową po Janie Mikołaju Radziwille zamieszkiwał w Warszawie, pałac na wyspie był siedzibą najpierw siostry Bielińskiego Franciszki Denhoffowej, kochanki króla Augusta II, następnie jego brata Michała, który w 1725 roku z woli króla poślubił Marię Rutowską, nieślubną córkę monarchy i jego kochanki – Turczynki Marii Aurory von Spiegel. Franciszek przejął pałac w Otwocku Wielkim w 1732, po czym rozpoczął jego przebudowę.
Bieliński był surowym, ale też sprawiedliwym człowiekiem, który dbał o swoje dobra, wybudował m.in. nowy most nad fosą zamkową w Czersku za własne pieniądze, wydając nań 24000 złotych polskich. Był zwolennikiem i sprzymierzeńcem Augusta II Mocnego i jego syna Augusta III z dynastii Wettynów. Mimo czasowego pogorszenia się stosunków między monarchami a magnatem, ostatecznie poprawiły się one, czego dowodem jest wydany w 1757 roku „Przywilej na jarmarki miastu Karczewowi od najjaśniejszego króla Jego Mości Augsta III nadana”, który zezwolił na odbywanie się w mieście licznych jarmarków. W imieniu miasta Karczewa przywilej podpisali rajcowie: Paweł Trzaskowski, Wojciech Olszewski, Józef Olszanka, Franciszek Zakrzewski, Tomasz Laskus, Roch Siwak.
Przez całe swoje życie Franciszek Bieliński nie doczekał się potomka: jego małżonka zmarła po krótkiej chorobie 17 stycznia 1755 roku o godzinie 15. W 1757 roku Bieliński rozpoczął stopniowe przekazywanie swoich dóbr bratankowi, Franciszkowi III, synowi Michała i Tekli z Pepłowskich. Kilka lat później, w 1760 roku otrzymał jeszcze order św. Stanisława, rok później został podkomorzym nadwornym Augusta III, w 1713–14 lub 1715 roku natomiast uhonorowany został Orderem Orła Białego.
Jako pierwsze własnością Franicszka III Bielińskiego stało się przekazane mu przez stryja na przełomie lat 50. i 60. XVIII wieku starostwo czerskie. Trzy lata później doszło do jego ślubu z marszałkówną wielką litewską Krystyną Sagnuszkówną. Mimo wielu starań Franciszek nigdy nie dorównał pod względem wpływów i potęgi swoim poprzednikom: do jego dokonań należy zaliczyć napisanie dzieła „Sposób nauczania opisany w 15 pismach, które posłał do Komisji Edukacji Narodowej anonimowy autor” oraz wejście w skład wymienionej Komisji. Bieliński starał się ratować podupadające dobra otwockie i karczewskie. Chcąc to zrobić nadał 23 czerwca 1768 roku miastu Karczew nowe przywileje. W przywileju tym ustanowił także herb miasta – Junoszę, będący dotąd herbem rodu Bielińskich. W imieniu Karczewa dokument podpisali Paweł Trzaskowski, Roch Siwak, Wojciech Olszewski, Jan Woicehowski (Wojciechowski), Franciszek Zakrzewski, Józef Olszanka, Franciszek Broniszewski oraz Tomasz Laskus. Franciszek III Bieliński był wielkim patriotą i dobroczyńcą, słynnym m.in. z bezinteresownego dostarczania do wygłodzonej podczas oblężenia Warszawy żywności. W 1784 roku został pisarzem wielkim koronnym, w 1794 roku wziął udział w insurekcji kościuszkowskiej jako generał-major, kwatermistrz dywizji Tadeusza Kościuszki, księcia Józefa Poniatowskiego i generała Józefa Zajączka.

### Okres zaborów

#### Karczew własnością Wojciecha Sulimierskiego
Na przełomie XVIII i XIX wieku ród Bielińskich okres swojej świetności miał już za sobą. Ich dobra były zadłużone na ponad 1,9 miliona złotych. W 1805 roku należące do Bielińskich ziemie: Karczew, Karczówka, Duda, Przewóz, Grzanki, Świder, Górki, Otwock Wielki, Otwock Zagórny, Nadbrzeż, Wola Sobiekurska, Glinki, Całowanie, Radwanków, Kępa Radwankowska, Kępa Gliniecka, Pogorzel, Piotrowice, Łukówiec, Tabor, Lasek, Ostrowik, część Dąbrówki zostały sprzedane za 2880000 złotych byłemu sędziemu ziemiańskiemu województwa łęczyckiego Wojciechowi Sulimierskiemu. Był on panem dóbr karczewskich i otwockich przez ponad 20 lat, nie zdołał jednak przywrócić im świetności. Pałac w Otwocku Wielkiem był od jakiegoś czasu opuszczony i popadał w ruinę, w 1809 roku przez bitwą pod Ostrówkiem stacjonowały tam wojska Księstwa Warszawskiego pod dowództwem Michała Sokolnickiego. W końcu Wojciech Sulimierski nie będąc w stanie uratować zadłużonego majątku wystawił go na licytację. Kupił go w 1828 roku Jan Jerzy Kurtz III.

#### Pod rządami Kurtzów
Kurtzowie byli wywodzącym się z Saksonii rodem, który przybył do Polski na przełomie XVII i XVIII wieku i bardzo szybko uległ polonizacji. Jan Jerzy Kurtz III, syn Jana Jeryego I nie długo był panem ziemi otwockiej, zmarł bowiem zaraz po jej nabyciu w 1828 roku. Majątek trafił w ręce Jana Kostki Władysława, jego bratanka, który w 1845 roku poślubił swoją siostrę stryjeczną, córkę Jana Jerzego II, Anielę Kurtz. Wraz z żoną Jan Kostka Władysław szybko rozpoczął odnowienie pałacu w Otwocku Wielkim. Pod okiem architekta Jana Teofila Scarboniego zbudowano nowy, ogniotrwały dach, odbudowano zniszczone wieże, wymieniono stropy. W 1848 roku narodził się syn Jana, Zygmunt Kurtz. Dalsze prace nad renowacją pałacu przerwała śmierć Anieli Kurtz w 1857 roku. Jej małżonek, Jan Kostka Władysław zmarł 18 lat później, w 1875 roku. Wtedy na wieść o śmierci ojca do domu powrócił pobierający nauki w Szwajcarii, a od 1873 roku w Paryżu syn zmarłego Zygmunt. W 1884 roku założył w dobrach otwockich największy w Królestwie Polskim sad owocowy, liczący ponad 20 tysięcy drzew. Zygmunt zarabiał ogromne pieniądze handlując owocami, w które zaopatrywał Warszawę i Petersburg. W jego sadach pracę znalazły dziesiątki mieszkańców okolicznych wsi i miasteczek, ucząc się nowoczesnych metod gospodarowania. Z inicjatywy Kurtza powstała szkółka wyplatania koszyków i spółdzielnia koszykarska. Wiklinę pozyskiwano z rozległych wysp na Wiśle. Mimo ogromnego wysiłku, Zygmuntowi nie udało się uratować upadających, zadłużonych dóbr. Próbował nawet zarabiać, wycinając w latach 1886–1887 ogromne obszary lasów w ziemi karczewskiej i osieckiej, łącznie ponad 2100 mórg. Zygmunt Kurtz był miłośnikiem muzyki. W swoim pałacu w Otwocku Wielkim zebrał znaczną kolekcję zapisów nutowych, rozproszoną w czasie I wojny światowej. Po długiej chorobie, która pochłonęła znaczną część dochodów z dóbr otwockich, Zygmunt Kurtz zmarł 4 maja 1917 roku.

### II wojna światowa
W czasie II wojny światowej Karczew, którego mieszkańcy od lat specjalizowali się w przerobie i handlu mięsem, był głównym źródłem zapatrzenia Warszawy w mięso i wyroby mięsne. W gwarze okupacyjnej był przez to żartobliwie nazywany „Prosiakowem”. Dokonywano tam uboju bydła i trzody chlewnej spędzanych nocami z okolicznych miejscowości, a mięso nielegalnie przewożono (szmuglowano) do okupowanej stolicy kolejką jabłonowską.
Podczas okupacji hitlerowskiej, 1 grudnia 1940 roku Niemcy utworzyli getto dla żydowskich mieszkańców. Przebywało w nim około 700 Żydów. W styczniu 1941 zostali wywiezieni do getta w Warszawie, a stamtąd do obozu zagłady Treblinka II i tam zamordowani. W lipcu 1941 w Karczewie utworzono obóz pracy dla ludności żydowskiej. Więźniowie, ok. 200 osób, wykonywali roboty melioracyjne i pracowali przy pogłębianiu rzeki Jagodzianki. Obóz został zlikwidowany w sierpniu 1943.

### Czasy współczesne
Prawa miejskie Karczew utracił w 1869, pod koniec XIX wieku następuje ożywienie gospodarcze, miasto zaczyna słynąć z rzeźnictwa i wyrobu wędlin. W 1939 liczyło 4 tysiące mieszkańców, podczas kampanii wrześniowej w 1939 oraz pod koniec 1944 zacięte walki z Niemcami o dostęp do Wisły. W 1958 Karczew zyskał status osiedla, w 1959 ponownie otrzymał status miasta. Wybudowano kombinat przemysłu mięsnego. W latach 1975–1998 miasto administracyjnie należało do woj. warszawskiego.

## Demografia
Według danych GUS z 2022 miasto miało 9338 mieszkańców.

Wykres przedstawiąjący zmianę liczby ludności Karczewa w latach 2002-2022

- Wykres przedstawiąjący zmianę liczby ludności Karczewa w latach 2002-2022Piramida wieku mieszkańców Karczewa w 2014 roku.

## Zabytki Karczewa
Niektóre z zamieszczonych tu informacji wymagają weryfikacji.
Dokładniejsze informacje o tym, co należy poprawić, znajdują się w sekcji Neogotycki budynek dyskusji tej sekcji.
 Po wyeliminowaniu niedoskonałości należy usunąć szablon  z tej sekcji.

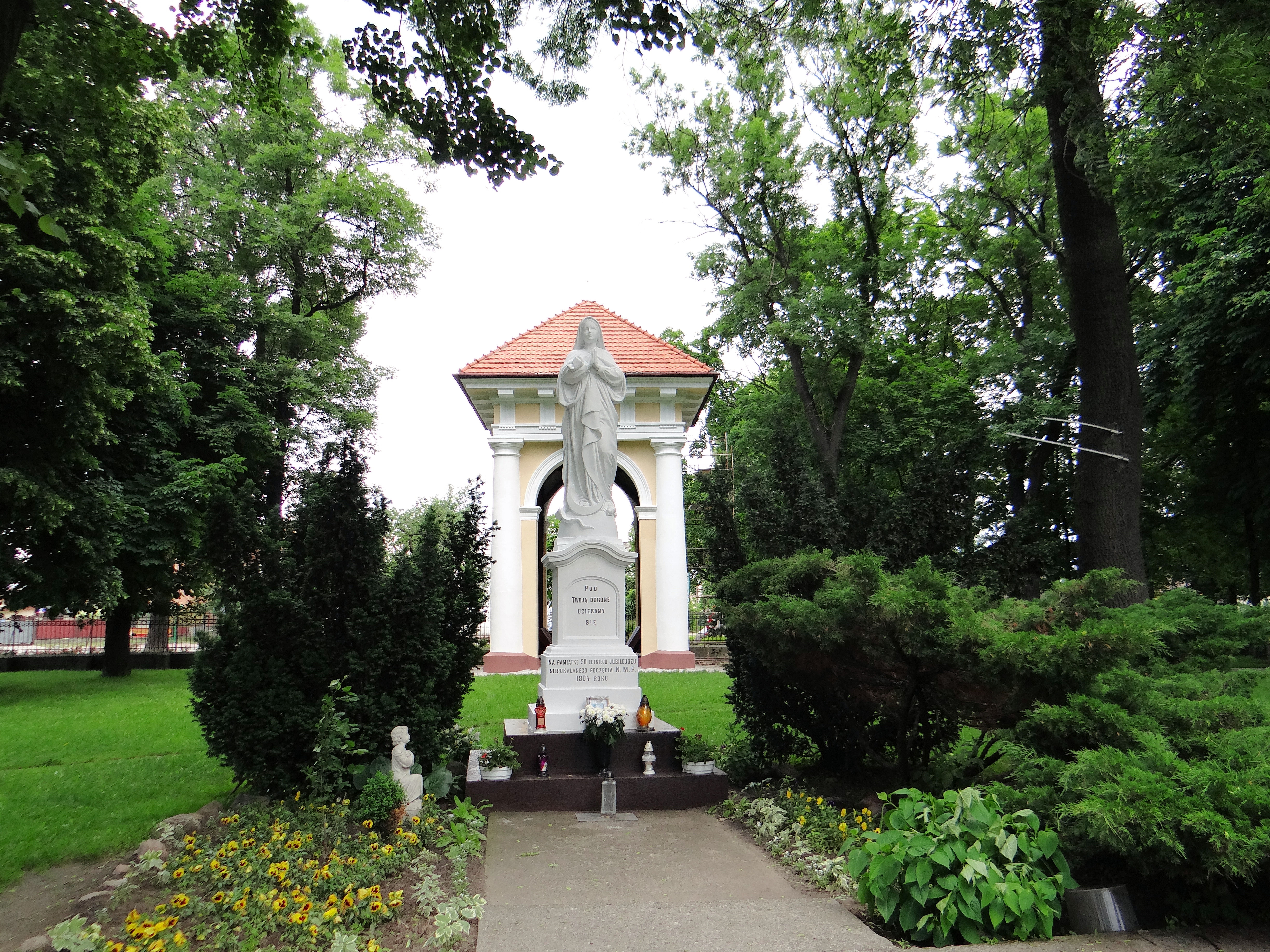
Figura Matki Bożej na tle dzwonnicy kościoła

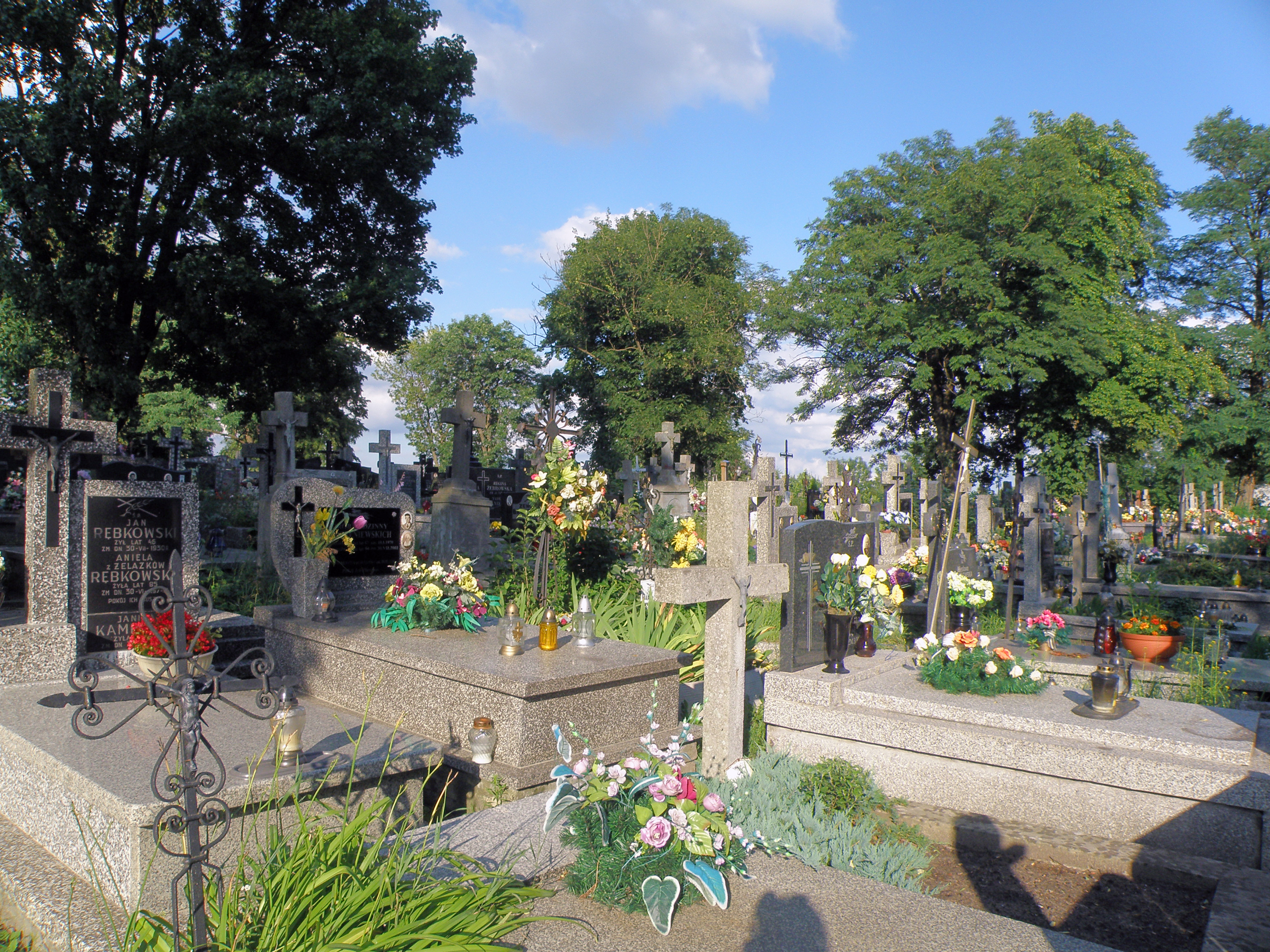
Cmentarz par. rzym.-kat. z 1863

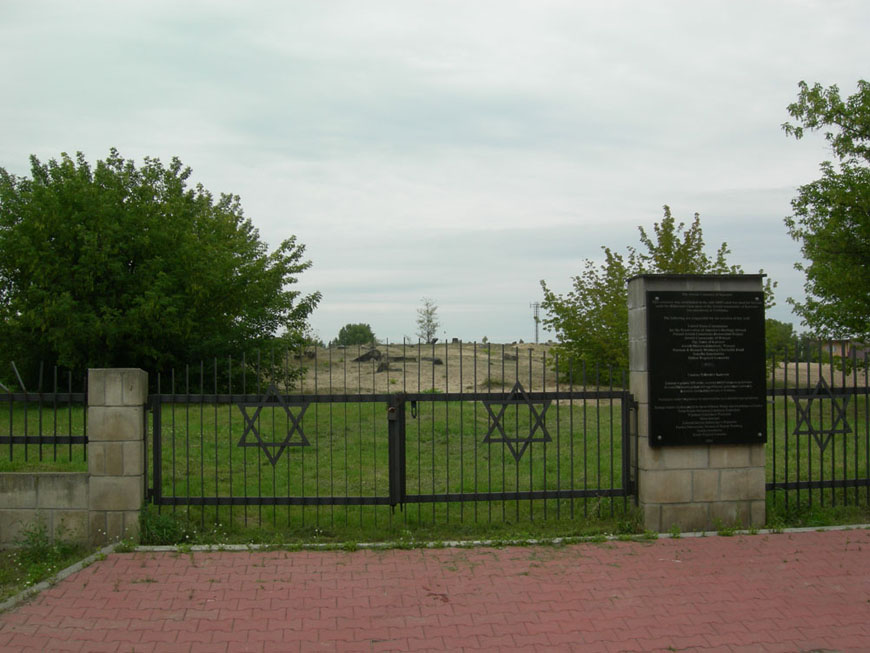
Cmentarz żydowski w Karczewie

Jednym z cenniejszych zabytków Karczewa jest kościół utrzymany w stylu baroku piemonckiego, zbudowany w latach 1732–1737.
Autorstwo projektu przypisuje się Jakubowi Fontanie, związanemu z Franciszkiem Bielińskim. Kościół był wielokrotnie przebudowywany. Najstarszą jego częścią jest kaplica Karczewskich należąca wcześniej do wzniesionego w 1541 r. drewnianego kościoła pod wezwaniem św. Bartłomieja wraz z przylegającą do niej prawą kruchtą, dziś kaplica Pamięci Narodowej. W jej wewnętrzne ściany wmurowane są dwie części nagrobka Piotra Mikołaja Karczewskiego zmarłego jako dziecko w 1601 r.
W zewnętrznej ścianie umieszczona jest pochodząca z 1595 r., a wykonana z czerwonego marmuru, tablica fundacyjna kupca warszawskiego Melchiora Walbacha. We wnętrzu kościoła zwraca uwagę krzyż gotycki naprzeciw ambony. Z poprzedniego, drewnianego kościoła pochodzi feretron z wizerunkiem Matki Boskiej z jednej i św. Bartłomieja z drugiej strony. Współczesne jemu są dwie – rzeźbione w drewnie – figury przedstawiające świętych apostołów Piotra i Pawła.
W centralnej części uwagę przyciąga ambona. Wykonana w stylu barokowym, ma kształt łodzi z żaglem, kotwicą, siecią rybacką i orłem osłaniającym przód łodzi. Ten sam styl reprezentuje ołtarz umieszczony w prawym skrzydle transeptu. W jego środkowej części znajduje się obraz „Ukrzyżowanie” będący kopią Rubensa i wywodzący się prawdopodobnie z jego szkoły. W lewym bocznym ołtarzu wisi duży obraz przedstawiający św. Kazimierza pędzla Michała Elwiro Andriollego.
W kościele są jeszcze dwa obrazy tego samego artysty: „Chrystus w grobie” wiszący w lewej nawie oraz „Matka Boska Smutna” – zdobiący kaplicę Pamięci Narodowej. Ten ostatni miał symbolizować niewolę narodu i przygotowywany był na wystawę w Londynie. Na wzmiankę zasługuje również – rzeźbiona w piaskowcu, a pochodząca z kościoła św. Anny w Warszawie – figura Matki Boskiej. Piedestał figury był głowicą kolumny w soborze bizantyjskim stojącym niegdyś w centrum Warszawy.
Na przykościelnym cmentarzu znajduje się klasycystyczna dzwonnica pochodząca z przełomu XVIII i XIX w. Obok niej, piękna figura Niepokalanego Poczęcia Matki Bożej, dzieło prof. Mazurka z 1905 r.
W parku na Starym Mieście usytuowano pomnik Chrystusa Króla ufundowany w r. 1936 przez kupców karczewskich na pamiątkę odzyskania niepodległości. Z połowy XVIII w. pochodzi kaplica z rzeźbą św. Leonarda, patrona więźniów i niewolników. Obok głównej bramy prowadzącej na przykościelny cmentarz ustawiono w 1993 roku kamień z okolicznościową tablicą upamiętniającą 100. rocznicę śmierci Michała Andriollego, która przypomina jego związki z Karczewem.
Na rynku usytuowany jest neogotycki budynek z początku XX wieku pełniący w tamtych czasach rolę zajazdu. Wcześniej podobną funkcję spełniał drewniany zajazd, stojący w centrum rynku (w miejscu dzisiejszej restauracji). Budynek ucierpiał w czasie I wojny światowej i około 1917 roku został rozebrany.
Na cmentarzu przy ul. Żaboklickiego zainteresowanie wzbudza pochodząca z XIX w. kaplica, ufundowana przez Kurtza – ówczesnego właściciela dóbr otwockich.
Cmentarz żydowski – na piaszczystych wydmach przy ul. Otwockiej zachowały się resztki kirkutu. Drugi taki cmentarz znajduje się w karczewskim lesie przy gruntowej drodze do Anielina (Karczew – Anielin – nr rej.: 1407 z 2.02.1991).

## Sport
- LKS Mazur Karczew – klub piłkarski grający w IV lidze.
- MKS Karczew – międzyszkolny klub sportowy, znany głównie dzięki drużynie młodziczek w piłce ręcznej

## Administracja
Karczew jest członkiem stowarzyszeń Związek Miast Nadwiślańskich oraz Unia Miasteczek Polskich.

## Miasta partnerskie
- Tournan-en-Brie[15]
- Pilzno[16]